# دارکوب
دارکوب‌ها (انگلیسی: Woodpeckers) پرندگانی از راسته دارکوب‌سانان و خانواده Picidae هستند که بیش از ۲۴۰ گونه شناخته‌شده را شامل می‌شوند. این خانواده همچنین شامل گروه‌هایی مانند دارشکنک، دارکوب‌های قهوه‌ای و دارکوبیان می‌شود. دارکوب‌ها از جمله پرندگان بسیار خاص و شگفت‌انگیز هستند که به‌واسطهٔ رفتارهای منحصربه‌فرد، همچون ضربه‌زدن به درختان (درام‌زنی)، سوراخ‌کردن تنهٔ درختان با منقار قوی، و زبان بلند و چسبناک برای شکار حشرات، شهرت یافته‌اند.
دارکوب‌ها نقش مهمی در بوم‌سازگان ایفا می‌کنند؛ آن‌ها با سوراخ‌کردن درختان به شکار حشرات آفت‌زا کمک می‌کنند، و همچنین آشیانه‌هایی را ایجاد می‌کنند که مورد استفادهٔ دیگر پرندگان، پستانداران کوچک و حتی خزندگان قرار می‌گیرد. برخی گونه‌ها نیز به دلیل تخریب زیستگاه طبیعی در معرض تهدید قرار گرفته‌اند. با وجود اینکه در نظر عموم، دارکوب‌ها پرندگانی آرام و جنگلی محسوب می‌شوند، ولی در واقع دارای رفتارهای اجتماعی متنوع، الگوهای مهاجرتی پیچیده، و راهکارهای فیزیکی پیشرفته برای مقابله با ضربات مکرر هستند.

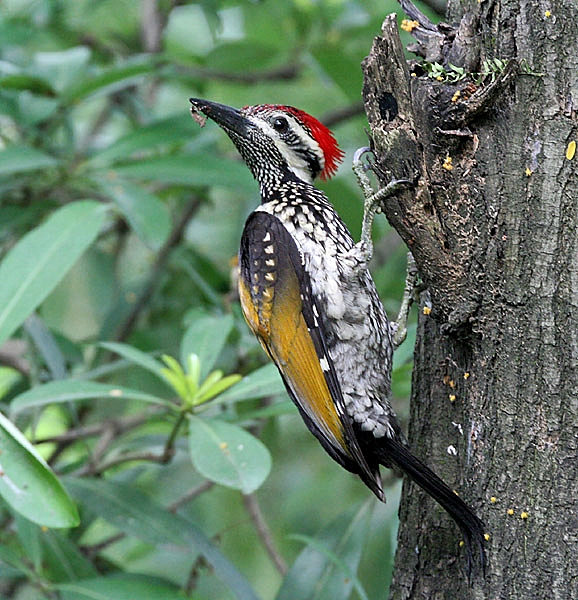
پشت‌آتشی دمگاه‌سیاه در حال استفاده از دمش برای ساپورت

## پراکندگی
دارکوب‌ها دارای پراکندگی جهانی نسبتا گسترده‌ای هستند و در بسیاری از مناطق زمین، از جمله در سراسر آسیا، اروپا، آفریقا، و قارهٔ آمریکا حضور دارند. با این حال، آن‌ها در چند منطقهٔ خاص یافت نمی‌شوند؛ از جمله استرالیا، گینه نو، نیوزیلند، ماداگاسکار، و مناطق قطبی شمال و جنوب. همچنین، در برخی جزایر اقیانوسی بسیار دوردست نیز حضور ندارند.
بیشترین تنوع گونه‌ای دارکوب‌ها در مناطق گرمسیری و جنگل‌های بارانی، به‌ویژه در آمریکای جنوبی و آسیای جنوب شرقی دیده می‌شود. دارشکنک‌ها عمدتاً در مناطق گرمسیری یافت می‌شوند، در حالی‌که دارکوب‌های قهوه‌ای محدود به جهان قدیم هستند. گونه‌هایی مانند دارکوب جیلا در زیستگاه‌های خشک مانند بیابان‌ها نیز زندگی می‌کنند و از کاکتوس‌ها برای آشیانه‌سازی استفاده می‌کنند.
گرچه بسیاری از دارکوب‌ها پرندگانی ساکن و غیرمهاجر هستند، اما برخی از آن‌ها مانند شیره‌خوار شکم‌زرد و دارکوب قهوه‌ای مهاجرت‌های فصلی به مناطق گرم‌تر دارند. این پرندگان معمولاً در روز مهاجرت می‌کنند و برخی گونه‌ها نیز جابجایی‌های ارتفاعی دارند، مثلاً در زمستان از مناطق کوهستانی به دشت‌ها پایین می‌آیند.

## ویژگی‌های عمومی
دارکوب‌ها دارای ساختار بدنی ویژه‌ای هستند که آن‌ها را برای زندگی درختی و سوراخ‌کردن چوب بسیار سازگار کرده است. یکی از مهم‌ترین ویژگی‌های آن‌ها، داشتن پاهای زیگوداکتیل است؛ یعنی دو انگشت به سمت جلو و دو انگشت به سمت عقب، که کمک می‌کند به راحتی از تنهٔ درختان بالا بروند. پاهای قوی، پنجه‌های تیز و دم سفت و مقاوم، همگی ابزارهایی هستند که تعادل دارکوب را هنگام بالا رفتن یا سوراخ کردن تنه درخت حفظ می‌کنند.

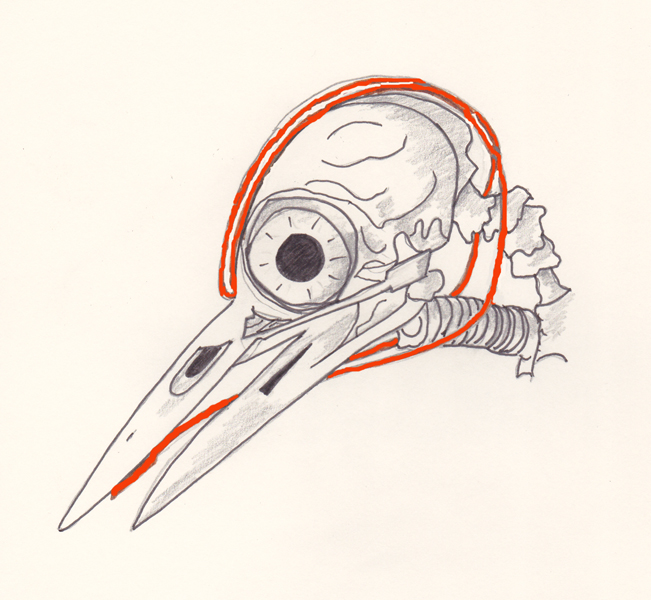
دیاگرامی از زبان و استخوان لامی دارکوب خالدار بزرگ

منقار دارکوب بلند، قوی و نوک‌تیز است و مانند قلمی تیز برای سوراخ‌کردن چوب به‌کار می‌رود. زبان آن‌ها بسیار بلند، چسبناک و اغلب با خارهای کوچک پوشیده شده‌است و در هنگام نوک‌زنی تا عمق زیادی در چوب نفوذ می‌کند تا حشرات یا لاروها را بیرون بکشد. این زبان توسط استخوان لامی پشتیبانی می‌شود که از پشت جمجمه می‌گذرد و مانند کمربند ایمنی دور مغز می‌پیچد تا از آسیب در اثر ضربه جلوگیری کند.
جمجمه دارکوب دارای استخوان‌های اسفنجی و فشرده‌سازی‌شده‌ای است که ضربه را جذب می‌کنند. آن‌ها همچنین دارای پردهٔ چشم اضافی (پردهٔ نیکتیتان) هستند که در لحظهٔ ضربه بسته می‌شود و از چشم محافظت می‌کند. دهانه‌های بینی آن‌ها نیز اغلب باریک است و با پر پوشیده شده تا گرد و خاک چوب وارد مجراهای تنفسی نشود.
اندازهٔ دارکوب‌ها بسیار متنوع است. کوچک‌ترین گونه، دارکوب نواره‌سینه، تنها ۷٫۵ سانتی‌متر طول دارد، در حالی که بزرگ‌ترین گونهٔ زنده، دارکوب تخته‌سنگی بزرگ، تا ۵۵ سانتی‌متر نیز می‌رسد.

## رفتار
رفتار دارکوب‌ها بسیار گوناگون است. بیشتر گونه‌ها به‌صورت انفرادی زندگی می‌کنند و قلمرو خود را به شدت از دیگر هم‌نوعان محافظت می‌کنند. این پرندگان از رفتارهایی مانند سر تکاندن، کوبیدن منقار به هوا، تعقیب دیگر پرندگان، و البته درام‌زنی برای اعلام حضور و دفاع از قلمرو استفاده می‌کنند.

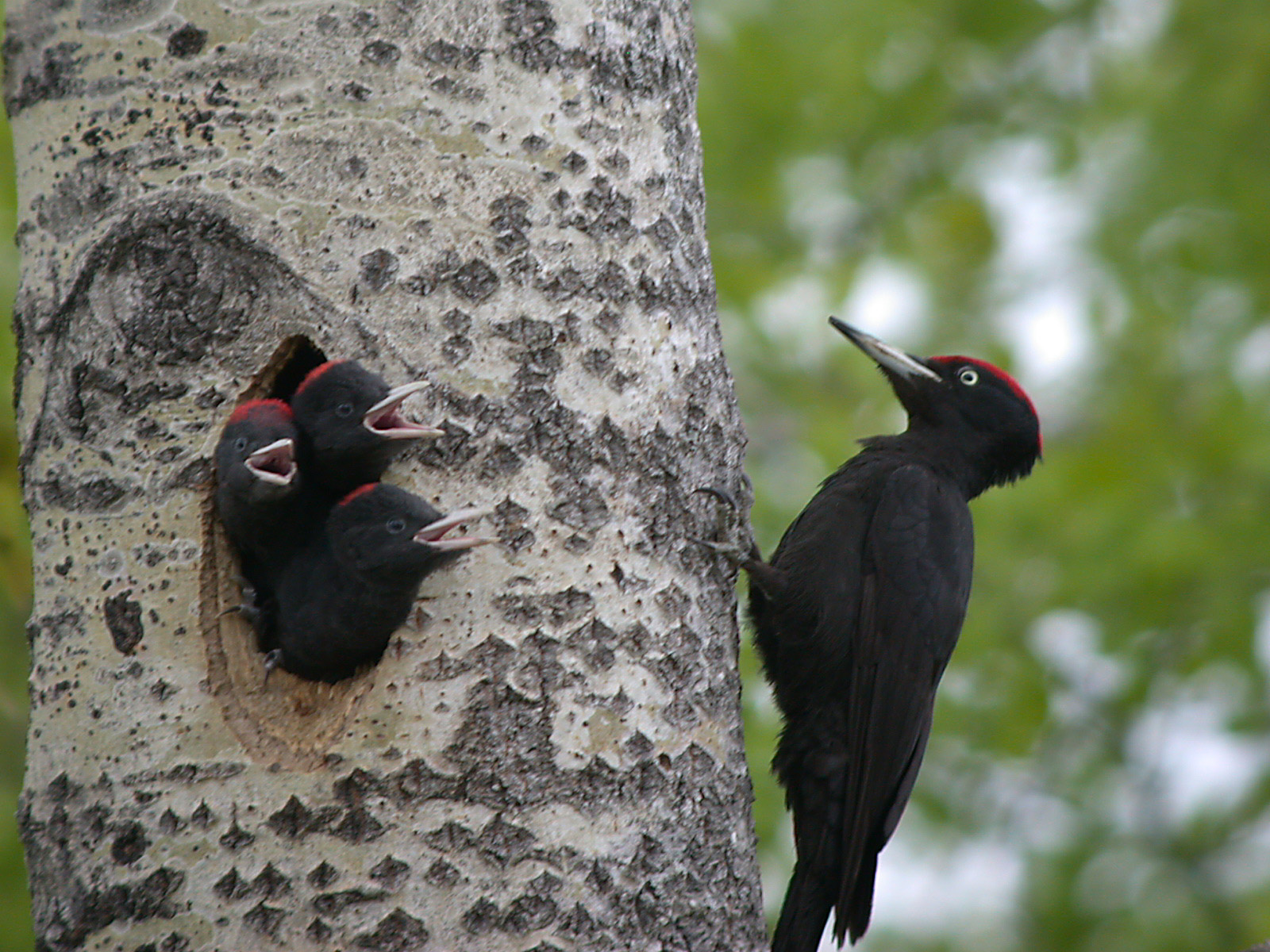

«درام‌زنی» رفتاری غیرآوایی است که در آن دارکوب با سرعت بالا منقار خود را به یک سطح سخت مانند تنهٔ توخالی درخت یا حتی اشیای فلزی مانند ناودان می‌کوبد. این رفتار شبیه آواز پرندگان آوازخوان عمل می‌کند و نقش مهمی در جذب جفت و نشان‌دادن قلمرو دارد. الگوی درام‌زنی در هر گونهٔ دارکوب منحصربه‌فرد است.
برخی گونه‌ها به‌صورت گروهی زندگی می‌کنند و رفتارهایی همچون پرورش گروهی جوجه‌ها یا لانه‌سازی اشتراکی دارند؛ مانند دارکوب بلوطی که در گروه‌های چندتایی زادآوری می‌کند و اعضای گروه در تغذیه و مراقبت از جوجه‌ها همکاری می‌کنند.
اکثر دارکوب‌ها شب‌زی نیستند و در طول روز فعالیت می‌کنند. آن‌ها شب‌ها درون حفره‌ها و آشیانه‌های خود می‌خوابند، و معمولا آشیانه شب با آشیانهٔ تخم‌گذاری یکسان است.

## تغذیه

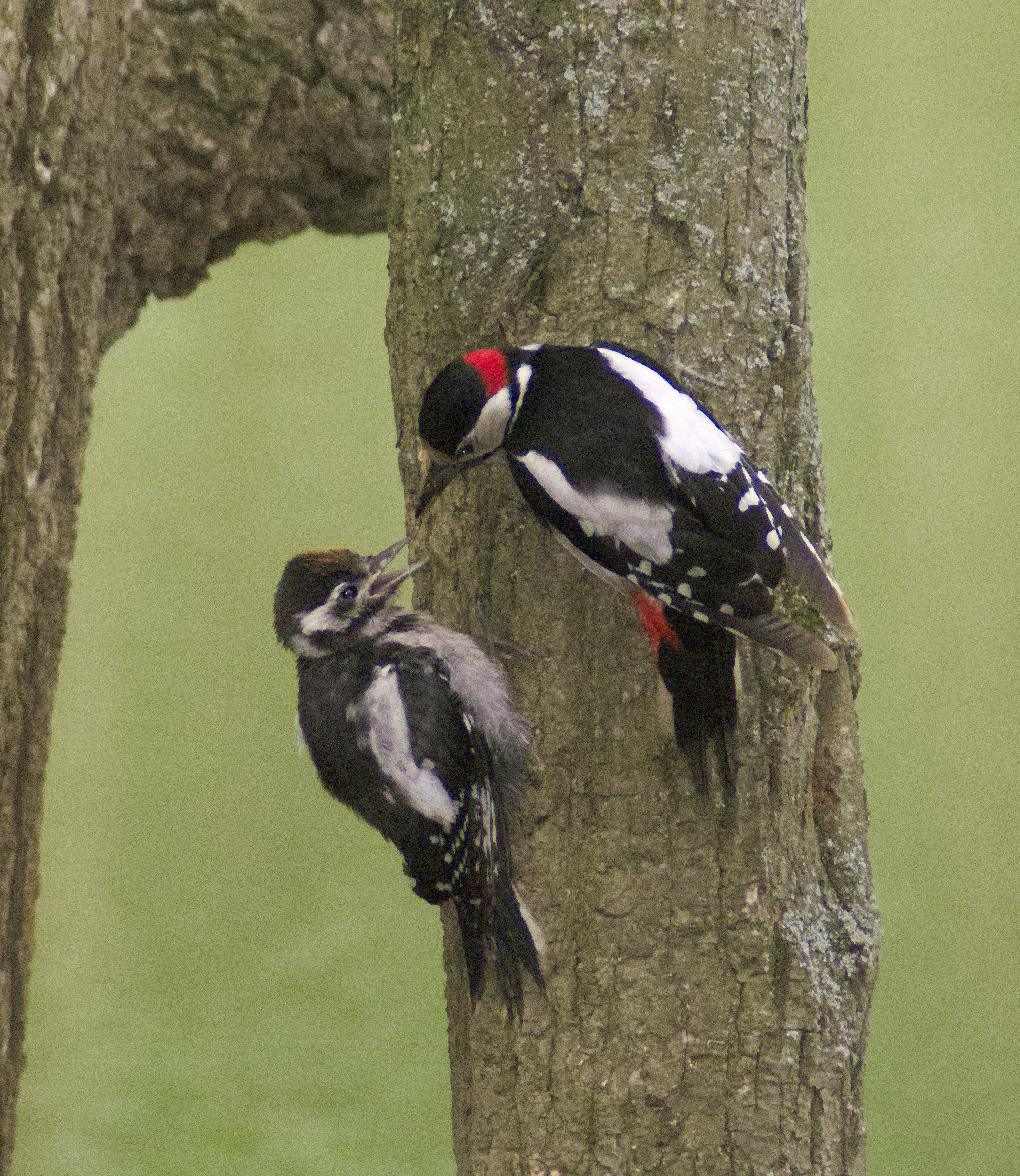
دارکوب خالدار بزرگ

دارکوب‌ها به‌طور کلی پرندگانی همه‌چیزخوار هستند، اما بیشتر آن‌ها رژیم غذایی مبتنی بر شکار حشرات دارند. آن‌ها با منقار خود حشرات، لاروها، کرم‌ها، و سایر بندپایان را از زیر پوست درختان یا داخل چوب بیرون می‌کشند. حواس شنیداری قوی آن‌ها قادر است حرکت حشرات را در زیر چوب تشخیص دهد و محل مناسب برای سوراخ‌کردن را مشخص کند.
برخی گونه‌ها از شیرهٔ درختان تغذیه می‌کنند و تونل‌هایی در پوست درخت ایجاد می‌کنند تا شیره از آن خارج شود. این رفتار در دارکوب‌های شیره‌خوار مانند گونه‌های Sphyrapicus دیده می‌شود، ولی در گونه‌های آسیایی مانند دارکوب عربی نیز مشاهده شده است.
دارکوب‌ها همچنین از میوه‌ها، دانه‌ها، تخم سایر پرندگان، جوجه‌ها، و گاهی جانوران کوچک مانند موش و مارمولک‌ها تغذیه می‌کنند. در برخی مناطق، آن‌ها به غذاخوری‌های خانگی نیز سر می‌زنند و از خوراکی‌هایی مانند چربی و نان بهره می‌برند.
نقش اکولوژیک دارکوب‌ها در کنترل آفات جنگلی بسیار مهم است. آن‌ها درختان آلوده به حشرات چوب‌خوار را پاکسازی کرده و از مرگ آن‌ها جلوگیری می‌کنند. به‌طور مثال، بررسی‌ها نشان داده که دارکوب‌ها می‌توانند تا ۸۵٪ لاروهای سوسک زمردی در درختان زبان‌گنجشک را شکار کنند.

## آناتومی و جلوگیری از آسیب مغزی
دارکوب‌ها هنگام ضربه زدن، شتاب‌هایی برابر با ۱۰۰۰ برابر شتاب جاذبه را تحمل می‌کنند. آن‌ها دارای جمجمه‌ای اسفنجی، زبان استخوانی محافظ، عضلات قوی گردن، و منقاری با ساختار خاص هستند که فشار را جذب می‌کند. برخی پژوهش‌ها نیز وجود پروتئین «تائو» در مغز آن‌ها را ثبت کرده‌اند که در انسان‌ها با ضربه‌های مغزی مرتبط است، اما معلوم نیست که در دارکوب‌ها آسیب‌زا باشد.

## رده‌بندی
خانواده دارکوبان شامل حدود ۲۴۰ گونه در ۳۵ سرده است. برخی از آن‌ها در خطر انقراض قرار دارند، و یک گونه به نام دارکوب برمودا منقرض شده است.

### برخی از زیرخانواده‌ها
- Jynginae: دارکوب‌های گردن‌پیچ (Jynx)
- Picumninae: دارکوبک‌ها (Picumnus)
- Sasiinae: شامل گونه‌های آسیایی و آفریقایی مانند Sasia و Verreauxia
- Picinae: دارکوب‌های حقیقی، شامل بیشترین تنوع گونه‌ای

## ارتباط با انسان
در حالی که برخی دارکوب‌ها به درختان باغی و ساختمان‌ها آسیب می‌زنند، نقش آن‌ها در کنترل آفات درختان بسیار مهم است. بسیاری از پرندگان و پستانداران دیگر نیز از سوراخ‌های باقی‌ماندهٔ آشیانه‌های دارکوب‌ها استفاده می‌کنند.
الهام‌گیری از ویژگی‌های آناتومیکی دارکوب باعث طراحی‌های مهندسی مانند جعبه سیاه هواپیما و کلاه‌های ایمنی شده است.

## دارکوب در فرهنگ
- شخصیت کارتونی دارکوب زبله از معروف‌ترین شخصیت‌های فرهنگی بر پایه دارکوب است.
- در بازی‌های ویدئویی مانند Pokémon Sun and Moon نیز از دارکوب‌ها الهام گرفته شده است.

## وضعیت حفاظت

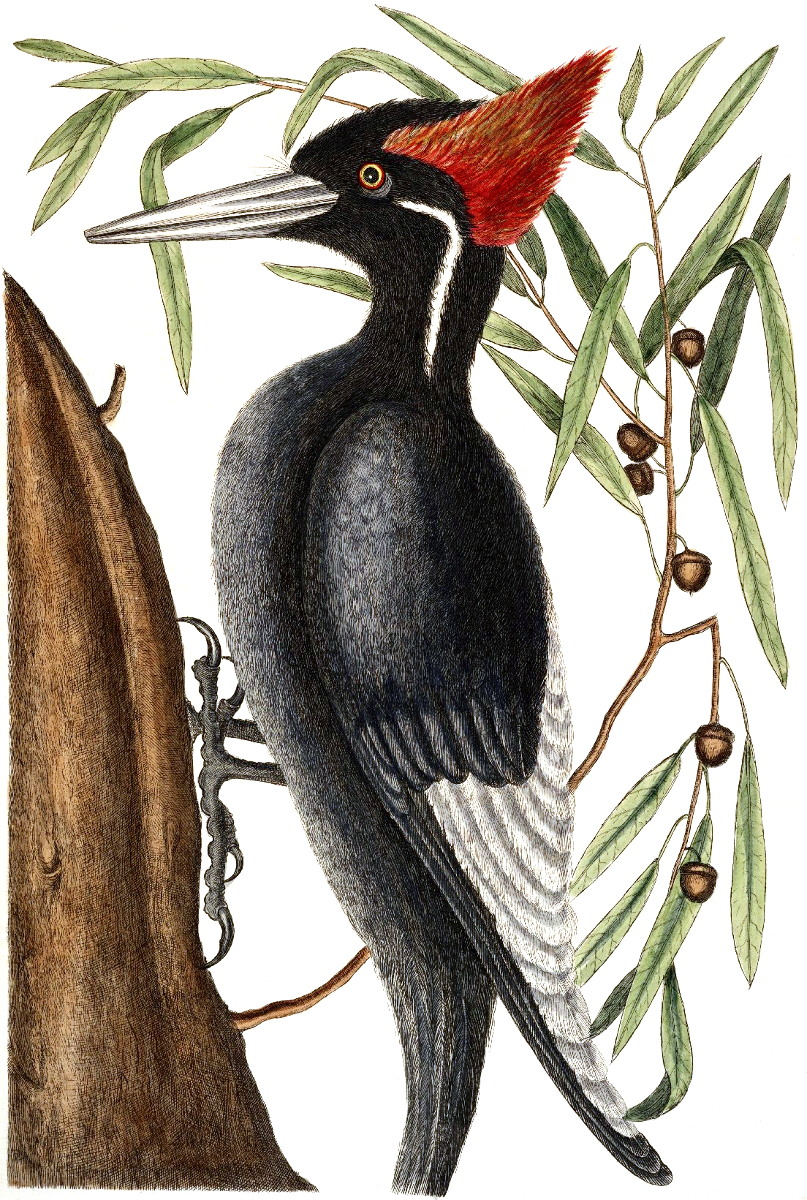
دارکوب عاج‌منقار

گرچه بیشتر گونه‌های دارکوب وضعیت پایداری دارند، برخی مانند دارکوب عاج‌منقار (احتمالاً منقرض‌شده) و دارکوب اوکیناوا (در خطر شدید) به شدت تحت تهدید هستند.

## گونه‌ها
از انواع دارکوب:

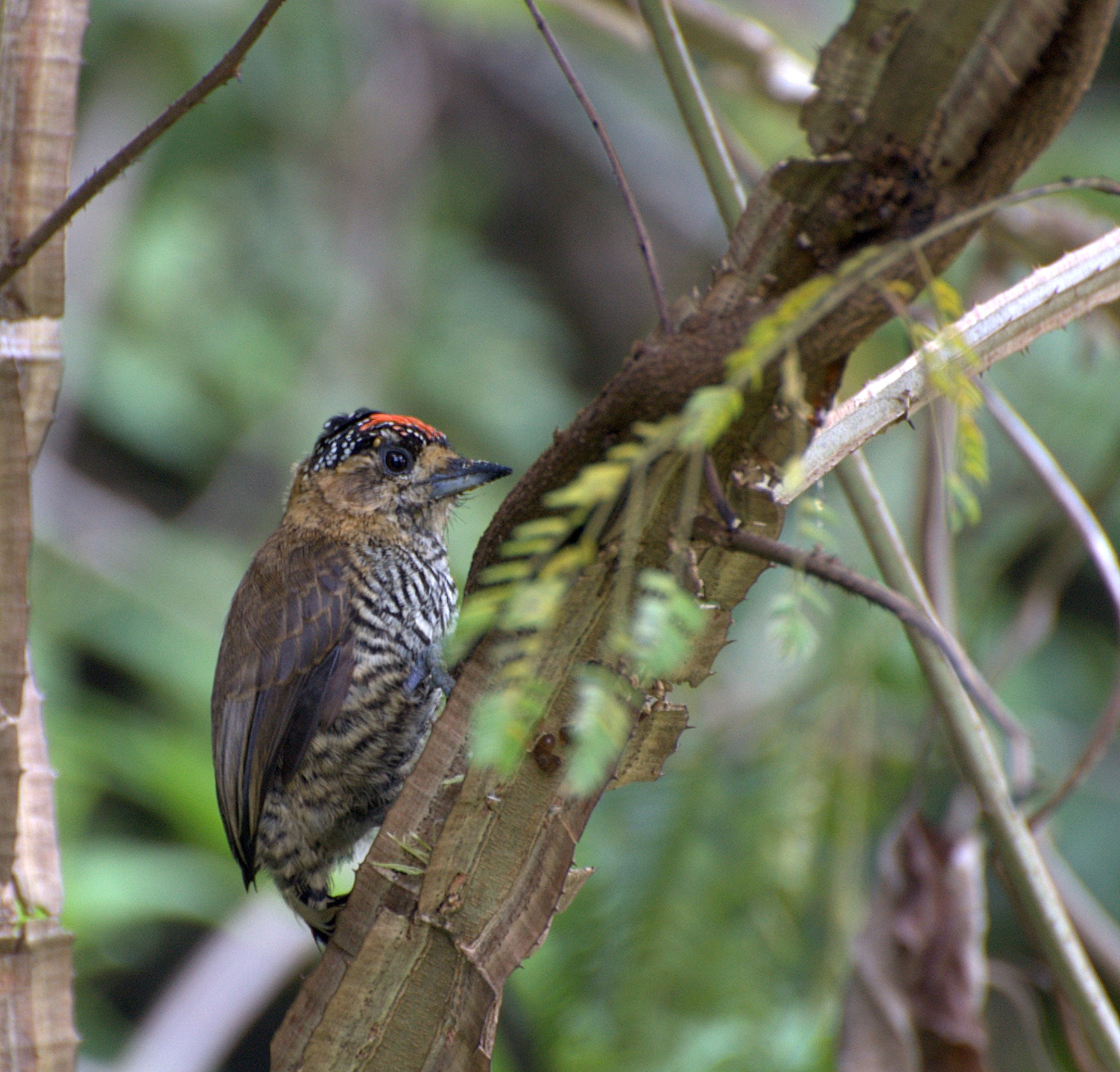
دارشکنک طوق‌اخرایی

- دارکوب اوکیناوا Sapheopipo noguchii
- دارکوب بال‌سفید Dendrocopos leucopterus
- دارکوب بلوچی (دارکوب سند) Dendrocopos assimilis
- دارکوب بلوطی Celeus elegans
- دارکوب تاج‌طلایی (دارکوب کاکل‌زرد) Dendropicos xantholophus
- دارکوب پیاوی Celeus obrieni
- دارکوب جیلا Melanerpes uropygialis
- دارکوب خالدار بزرگ (دارکوب بزرگ) Dendrocopos major
- دارکوب دم‌طلایی Campethera abingoni
- دارکوب راه‌راه (دارکوب قهوه‌ای) Jynx torquilla
- دارکوب زیتونی Mesopicos griseocephalus
- دارکوب ژاپنی (دارکوب سبز ژاپنی) Picus awokera
- دارکوب سبز Picus viridis
- دارکوب سبز راه‌راه (دارکوب سبز شکم‌پولکی) Picus squamatus
- دارکوب سبز کوچک (دارکوب پشت‌طلایی) ampethera maculosa
- دارکوب سبز کوبایی Xiphidiopicus percussus
- دارکوب سرسرخ Dendrocopos medius
- دارکوب سفید Melanerpes candidus
- دارکوب باغی (دارکوب سوری) Dendrocopos syriacus
- دارکوب سیاه Dryocopus martius
- دارکوب کاکل‌دار Dryocopus pileatus
- دارکوب کله‌سرخ Celeus spectabilis
- دارکوب کوچک Dendrocopos minor
- دارکوب ماژلان Campephilus magellanicus

برخی از تیره‌ها و سرده‌ها
- تیره دارکوبان
- سرده دارکوب راه‌راه

## نگارخانه

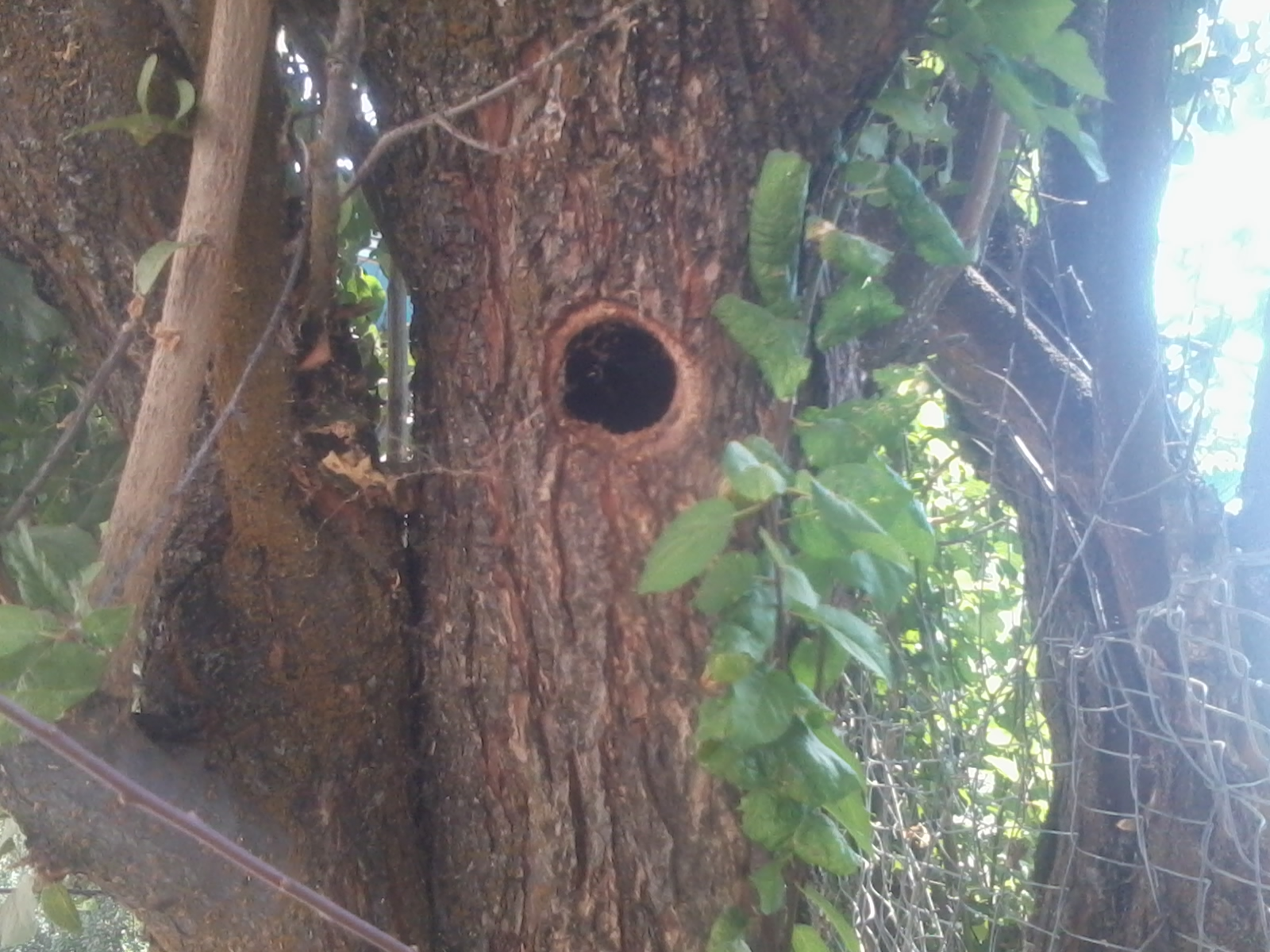
حفرهٔ ایجادشده توسط دارکوب
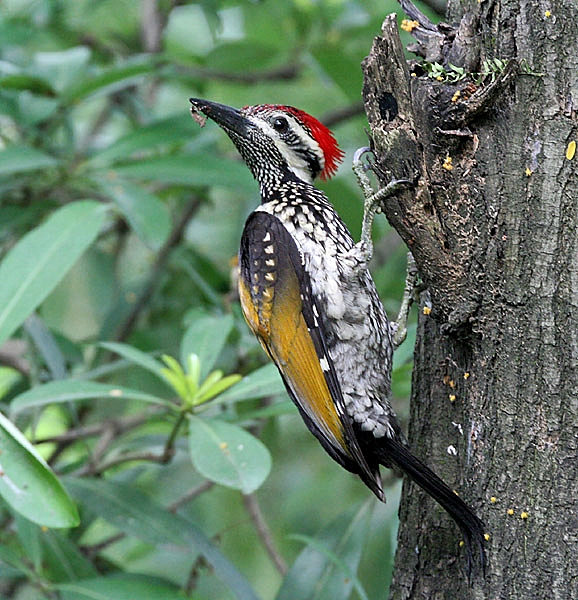
دارکوب سیاه‌کمر
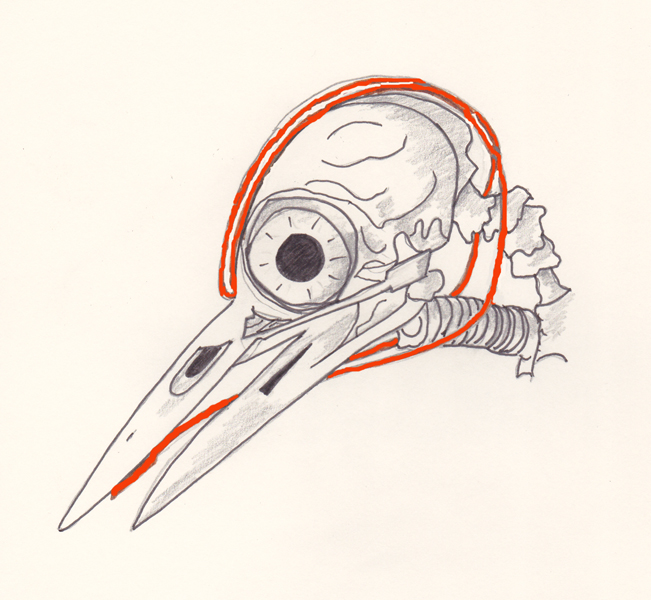
استخوان لامی در جمجمه دارکوب بزرگ